# Konkathedrale von Castelo Branco

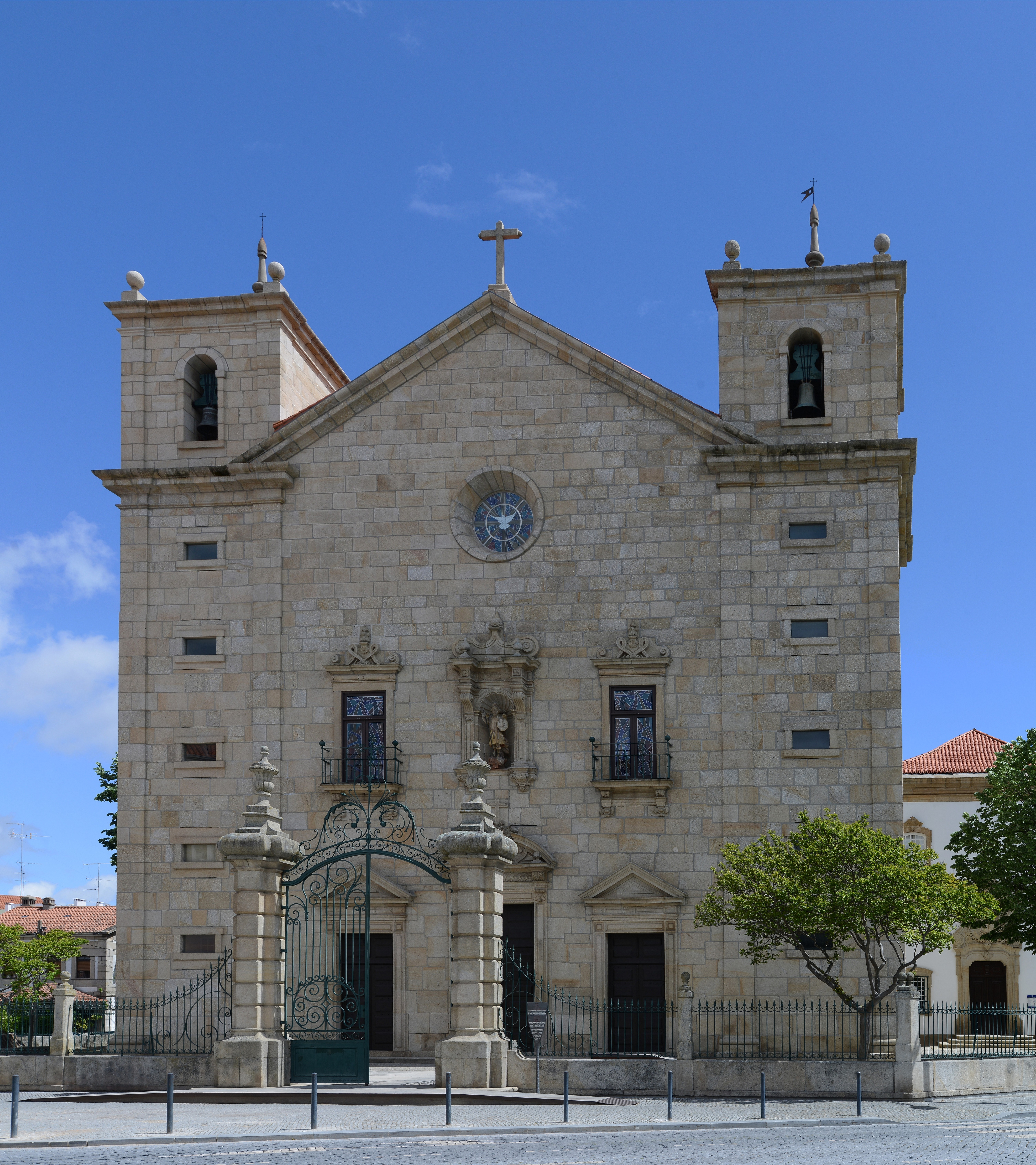
Konkathedrale von Castelo Branco

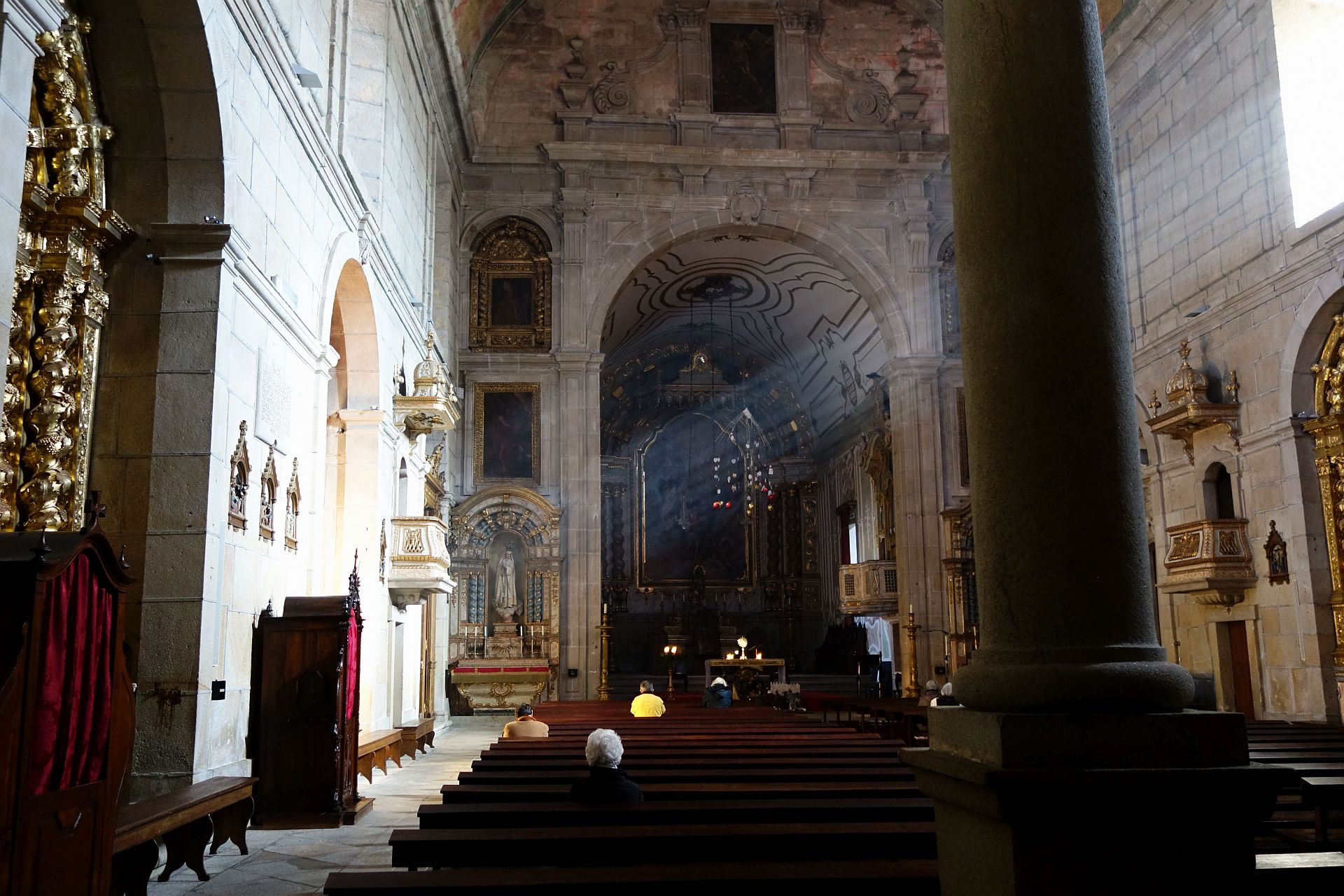
Kirchenschiff mit Triumphbogen

Die dem Erzengel Michael geweihte Konkathedrale von Castelo Branco (portugiesisch Sé Catedral de Castelo Branco oder auch Igreja de São Miguel) in der ostportugiesischen Stadt Castelo Branco ist – neben der Kathedrale von Portalegre – der zweite Bischofssitz des römisch-katholischen Bistums Portalegre-Castelo Branco.

## Lage
Die geostete Kathedrale liegt im Altstadtzentrum der ca. 410 m hoch gelegenen Stadt Castelo Branco nahe der Grenze zu Spanien. Die Bischofsstadt Portalegre liegt etwa 50 km (Luftlinie) südlich.

## Geschichte
Das Bistum Castelo Branco entstand im Jahr 1771 auf Anordnung des Papstes Clemens XIV.; es verlor jedoch seinen Status mit der Neugründung des Bistums Portalegre im Jahr 1881. Erst im Jahr 1956 erfolgte die Umbenennung in Bistum Portalegre-Castelo Branco. Die Bauzeit der Kirche und späteren Kathedrale lag überwiegend im 17. Jahrhundert; sie entstand an der Stelle eines romanischen Vorgängerbaus.

## Architektur
Die Architektur der in einen Mittelteil mit Dreiecksgiebel und zwei Seitentürme gegliederten Fassade entspricht einem strengen Renaissance-Stil. Nur das von Kugeln überhöhte Glockengeschoss des Südturms ist original; das andere wurde erst um die Mitte des 20. Jahrhunderts hinzugefügt. Drei Portale führen in die nur einschiffige, aber mit Seitenaltären versehene Kirche. Anstelle eines Querschiffs finden sich zwei Kapellenanbauten. Die von einem imposanten Triumphbogen abgetrennte flach schließende Apsis (capela-mor) ist deutlich kleiner als das Kirchenschiff (nave).

## Ausstattung
Beachtenswert sind der barocke Hauptaltar und die ebenfalls barocken Seitenaltäre; darüber hinaus sind beiden in die Außenwände eingelassenen Predigtkanzeln von Interesse.